# Distrikt Saquena
Der Distrikt Saquena liegt in der Provinz Requena in der Region Loreto in Nordost-Peru. Der Distrikt wurde am 2. Juli 1943 gegründet. Er erstreckt sich über eine Fläche von 2596 km². Beim Zensus 2017 wurden 3438 Einwohner gezählt. Im Jahr 2007 lag die Einwohnerzahl bei 4536. Die Distriktverwaltung befindet sich in der 112 m hoch gelegenen Ortschaft Bagazán mit 1100 Einwohnern (Stand 2017). Bagazán befindet sich etwa 50 km westsüdwestlich der Provinzhauptstadt Requena.

## Geographische Lage
Der Distrikt Saquena liegt im Amazonastiefland im äußersten Norden der Provinz Requena. Er erstreckt sich über das Einzugsgebiet der unteren Flusskilometer des Río Ucayali und reicht im äußersten Norden bis zu dessen Vereinigung mit dem Río Marañón zum Amazonas.
Der Distrikt Saquena grenzt im Südwesten an den Distrikt Jenaro Herrera, im Nordwesten an den Distrikt Nauta (Provinz Alto Amazonas), im Nordosten an den Distrikt Fernando Lores (Provinz Maynas), im Osten an den Distrikt Yavarí (Provinz Mariscal Ramón Castilla) sowie im Südosten an den Distrikt Yaquerana.